# 무레나급 공기부양정

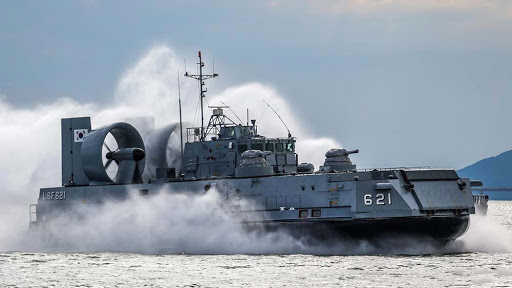
작전중인 솔개 621정 (이름만 다를뿐 러시아의 무레나급 공기부양정과 같은 선박이다.)

무레나급 공기부양정(Десантные катера на воздушной подушке проекта 12061)은 소련 해군이 건조하여 소련 해군, 러시아 해군, 대한민국 해군이 운용한 고속상륙수송정이다. 이름은 러시아어로 ‘바다뱀’을 뜻하는 'Мурена(Murena)'에서 착안하였으며, 하바롭스크 조선소에서 건조되었다.
최대 시속 55노트(100km/h)까지 기동할 수 있는, 해군에서 가장 빠른 함정이며 수륙 모두 기동이 가능해 긴급 상황 시 신속하고 정확한 전력투사가 가능할 뿐만 아니라 인천해역의 특수한 작전환경에 최적화된 함정이다.

## 대한민국
대한민국 해군은 불곰사업을 통해 러시아로부터 2005년 12월 솔개 621정을 시작으로 2007년 1월 솔개 623정까지 총 3척을 인수하였다.